# U-504 (tàu ngầm Đức)
U-504 là một tàu ngầm tấn công  Lớp Type IX thuộc phân lớp Type IXC được Hải quân Đức Quốc Xã chế tạo trong Chiến tranh Thế giới thứ hai. Nhập biên chế năm 1941, nó đã thực hiện được bảy chuyến tuần tra, đánh chìm được 15 tàu buôn với tổng tải trọng 78.123 GRT, đồng thời gây tổn thất toàn bộ cho một tàu buôn khác tải trọng 7.176 GRT. Trong chuyến tuần tra cuối cùng, U-504 bị các tàu sà lúp HMS Kite, HMS Woodpecker, HMS Wren và HMS Wild Goose của Hải quân Hoàng gia Anh đánh chìm trong Đại Tây Dương về phía Tây Bắc Ortegal, Tây Ban Nha vào ngày 30 tháng 7, 1943.

## Thiết kế và chế tạo

### Thiết kế
Thiết kế của tàu ngầm Type IXC có kích thước hơi nhỉnh hơn so với phân lớp Type IXB dẫn trước. Chúng có trọng lượng choán nước 1.120 t (1.100 tấn Anh) khi nổi và 1.232 t (1.213 tấn Anh) khi lặn. Con tàu có chiều dài chung 76,76 m (251 ft 10 in), lớp vỏ trong chịu áp lực dài 58,75 m (192 ft 9 in), mạn tàu rộng 6,76 m (22 ft 2 in), chiều cao 9,60 m (31 ft 6 in) và mớn nước 4,70 m (15 ft 5 in).
Chúng trang bị hai động cơ diesel MAN M 9 V 40/46 siêu tăng áp 9-xy lanh 4 thì, tổng công suất 4.400 PS (3.200 kW; 4.300 bhp), dẫn động hai trục chân vịt đường kính 1,92 m (6,3 ft), cho phép đạt tốc độ tối đa 18,3 kn (33,9 km/h), và tầm hoạt động tối đa 13.450 nmi (24.910 km) khi đi tốc độ đường trường 10 kn (19 km/h). Khi đi ngầm dưới nước, chúng sử dụng hai động cơ/máy phát điện Siemens-Schuckert 2 GU 345/34 tổng công suất 1.000 PS (740 kW; 990 shp). Tốc độ tối đa khi lặn là 7,3 kn (13,5 km/h), và tầm hoạt động 63 nmi (117 km) ở tốc độ 4 kn (7,4 km/h). Con tàu có khả năng lặn sâu đến 230 m (750 ft).
Vũ khí trang bị có sáu ống phóng ngư lôi 53,3 cm (21 in), bao gồm bốn ống trước mũi và hai ống phía đuôi, và mang theo tổng cộng 22 quả ngư lôi 53,3 cm (21 in). Tàu ngầm Type IX trang bị một hải pháo 10,5 cm (4,1 in) SK C/32 với 110 quả đạn, một pháo phòng không 3,7 cm (1,5 in) SK C/30 và hai pháo phòng không 2 cm (0,79 in) C/30. Thủy thủ đoàn bao gồm 4 sĩ quan và 44 thủy thủ.

### Chế tạo
U-504 được đặt hàng vào ngày 25 tháng 9, 1939, và được đặt lườn tại xưởng tàu Deutsche Werft ở Hamburg vào ngày 29 tháng 4, 1940. Nó được hạ thủy vào ngày 24 tháng 4, 1941, và nhập biên chế cùng Hải quân Đức Quốc Xã vào ngày 30 tháng 7, 1941 dưới quyền chỉ huy của Hạm trưởng, Thiếu tá Hải quân Hans-Georg Friedrich "Fritz" Poske.

## Lịch sử hoạt động
Sau khi hoàn tất việc chạy thử máy và huấn luyện trong thành phần Chi hạm đội U-boat 4, U-504 được điều sang Chi hạm đội U-boat 2 từ ngày 1 tháng 1, 1942 để hoạt động trên tuyến đầu cho đến khi bị mất.

### 1942

#### Chuyến tuần tra thứ nhất
U-504 khởi hành từ cảng Kiel, Đức vào ngày 6 tháng 1, 1942 cho chuyến tuần tra đầu tiên trong chiến tranh. Nó tiến ra Bắc Hải, rồi băng qua khe GI-UK giữa các quần đảo Shetland và Faroe để vòng qua quần đảo Anh và hoạt động tại vùng biển Bắc Đại Tây Dương về phía Tây Ireland (Khu vực Tiếp cận phía Tây). Nó không đánh chìm được mục tiêu nào, nên kết thúc chuyến tuần tra khi quay trở về cảng Lorient bên bờ Đại Tây Dương của Pháp đã bị Đức chiếm đóng, đến nơi vào ngày 20 tháng 1.

#### Chuyến tuần tra thứ bảy – Bị mất
Dưới quyền chỉ huy của hạm trưởng Wilhelm Luis vừa mới được thăng hàm Thiếu tá Hải quân, U-504 xuất phát từ cảng Bordeaux vào ngày 27 tháng 7 cho chuyến tuần tra thứ bảy, cũng là chuyến cuối cùng, để hoạt động trong Đại Tây Dương về phía Tây vịnh Biscay. Chỉ ba ngày sau khi rời cảng, 30 tháng 7, chiếc tàu ngầm bị các tàu sà lúp HMS Kite, HMS Woodpecker, HMS Wren và HMS Wild Goose của Hải quân Hoàng gia Anh thả mìn sâu đánh chìm trong Đại Tây Dương về phía Tây Bắc Ortegal, Tây Ban Nha, tại tọa độ  45°33′B 10°56′T / 45,55°B 10,933°T; toàn bộ 53 thành viên thủy thủ đoàn của U-503 đều đã tử trận.

### "Bầy sói" tham gia
U-504 từng tham gia sáu bầy sói:
- Eisbär (25 tháng 8 – 1 tháng 9, 1942)
- Rochen (16 tháng 2 – 1 tháng 3, 1943)
- Tümmler (1 – 22 tháng 3, 1943)
- Amsel 1 (3 – 6 tháng 5, 1943)
- Elbe (7 – 10 tháng 5, 1943)
- Elbe 2 (10 – 14 tháng 5, 1943)

### Tóm tắt chiến công
U-504 đã đánh chìm được 15 tàu buôn với tổng tải trọng 78.123 GRT, đồng thời gây tổn thất toàn bộ cho một tàu buôn khác tải trọng 7.176 GRT:
| Ngày              | Tên tàu              | Quốc tịch      | Tải trọng | Số phận          |
| ----------------- | -------------------- | -------------- | --------- | ---------------- |
| 22 tháng 2, 1942  | Republic             | United States  | 5.287     | Bị đánh chìm     |
| 23 tháng 2, 1942  | W.D. Anderson        | United States  | 10.227    | Bị đánh chìm     |
| 26 tháng 2, 1942  | Mamura               | Netherlands    | 8.245     | Bị đánh chìm     |
| 16 tháng 3, 1942  | Stangarth            | United Kingdom | 5.966     | Bị đánh chìm     |
| 29 tháng 5, 1942  | Allister             | United Kingdom | 1.597     | Bị đánh chìm     |
| 8 tháng 6, 1942   | Rosenborg            | United Kingdom | 1.512     | Bị đánh chìm     |
| 8 tháng 6, 1942   | Tela                 | Honduras       | 3.901     | Bị đánh chìm     |
| 11 tháng 6, 1942  | American             | United States  | 4.846     | Bị đánh chìm     |
| 11 tháng 6, 1942  | Crijnssen            | Netherlands    | 4.282     | Bị đánh chìm     |
| 14 tháng 6, 1942  | Regent               | Latvia         | 3.280     | Bị đánh chìm     |
| 17 tháng 10, 1942 | Empire Chaucer       | United Kingdom | 5.970     | Bị đánh chìm     |
| 23 tháng 10, 1942 | City of Johannesburg | United Kingdom | 5.669     | Bị đánh chìm     |
| 26 tháng 10, 1942 | Anne Hutchinson      | United States  | 7.176     | Tổn thất toàn bộ |
| 31 tháng 10, 1942 | Empire Guidon        | United Kingdom | 7.041     | Bị đánh chìm     |
| 31 tháng 10, 1942 | Reynolds             | United Kingdom | 5.113     | Bị đánh chìm     |
| 3 tháng 11, 1942  | Porto Alegre         | Brazil         | 5.187     | Bị đánh chìm     |